# Fargo (série de televisão)
Fargo é uma série de televisão americana de humor ácido e drama, criada por Noah Hawley, para a FX. A série é inspirada no filme Fargo, que conta com Joel e Ethan Coen, ambos são produtores executivos na série, junto com Hawley. A série que estreou no dia 15 de Abril, de 2014, no canal FX, segue um formato em que cada temporada se passa em uma diferente era, com diferentes acontecimentos e novos personagens, apesar de haver uma pequena ligação entre os histórias. Cada temporada contém grandes referências aos filmes dos irmãos Coen. Em Portugal a série foi exibida no AMC.
A primeira temporada, se passa em Minnesota e Dakota do Norte, no ano de 2006, é estrelada pelos atores Billy Bob Thornton, Colin Hanks, Martin Freeman e Allison Tolman, sendo muito aclamada pela crítica especializada. A temporada venceu o Prêmio Emmy do Primetime como melhor minissérie, melhor direção e melhor elenco, além de outras 15 indicações. Também venceu o Globo de Ouro como melhor minissérie, e deu a Billy Bob Thornton o prêmio de melhor ator de minissérie.
A segunda temporada, acontece em Minnesota, Dakota do Norte e Dakota do Sul, em 1979, os atores principais foram Kirsten Dunst, Patrick Wilson, Jesse Plemons e Ted Danson. Recebeu três indicações ao Globo de Ouro, além de indicações ao prêmio Emmy.
A terceira temporada, se passa em Minnesota, no ano de 2010, e foi estrelada pelos atores Ewan McGregor, Carrie Coon, Mary Elizabeth Winstead, David Thewlis e Goran Bogdan. Assim como as outras temporadas, foi muito bem avaliada pela crítica, recebendo diversas indicações ao Prêmio Globo de Ouro e ao Prêmio Emmy Awards, tendo Ewan McGregor sido eleito o melhor ator de minissérie.
A quarta temporada, que acontece em Kansas City, no estado do Missouri, é estrelada por Chris Rock, Jason Schwartzman, Jessie Buckley, Ben Whishaw e Timothy Olyphant. A estreia da temporada era prevista para o dia 19 de abril de 2020, mas foi adiada por tempo indeterminado, após sua produção ser paralisada pela pandemia de COVID-19. No canal FX, a série teve sua estreia em 27 de setembro de 2020, cinco meses após a data originalmente prevista, e seu episódio final foi exibido em 29 de novembro de 2020.
A quinta temporada, ambientada na pequena Scandia, no interior do Minnesota, contou com o elenco formado por Juno Temple, Jon Hamm, Jennifer Jason Leigh, David Rysdahl, Joe Keery, Lamorne Morris, Richa Moorjani, Sam Spruell e Dave Foley. As filmagens tiveram início em 17 de outubro de 2022, em Calgary, no Canadá, e a temporada estreou no FX em 21 de novembro de 2023. Foi bem recebida pelos críticos, que compararam seu estilo ao das primeiras temporadas da série, obtendo uma aprovação de 93% no Rotten Tomatoes, com base em 54 avaliações. A temporada recebeu três indicações ao Prêmio Globo de Ouro, destacando-se pelas atuações de Jon Hamm e Juno Temple.

## Sinopse

### 1.ª Temporada (2014)
Em janeiro de 2006, Lorne Malvo (Billy Bob Thornton) chega à pequena Bemidji, uma cidade do estado do Minesota e, com sua malícia e violência, começa a influenciar a população, inclusive o vendedor Lester Nygaard (Martin Freeman). Enquanto isso, a policial Molly Solverson (Allison Tolman) e o policial Gus Grimly (Colin Hanks), se unem para solucionar uma série de crimes que eles acreditam estarem ligados a Malvo e Nygaard.

### 2.ª Temporada (2015)
Narrando uma história diferente por temporada, a série apresenta na segunda a trajetória do policial Lou Solverson (Patrick Wilson) de 33 anos e recém-vindo da Guerra do Vietnã, personagem vivido pelo vencedor do Oscar, Keith Carradine, na primeira temporada. Situada no ano de 1979, a temporada tem início quando ocorrem vários assassinatos em uma lanchonete em Sioux Falls, Dakota do Sul, tais assassinatos foram frequentemente mencionados durante a primeira temporada da série, os quais são investigados por Lou. A atriz Cristin Milioti, intepreta a jovem mãe de Molly Solverson, personagem da primeira temporada. Diversas pistas deixadas na primeira temporada são importantes nesta nova história. Teve estreia mundial em 12 de outubro de 2015.

### 3.ª Temporada (2017)
Em 2010, o agente de condicional da cidade de St. Cloud, Ray Stussy (Ewan McGregor), e sua namorada Nikki Swango (Mary Elizabeth Winstead), que está em condicional, sonham em ter uma vida melhor. Para isso, ambos tentam roubar um valioso selo antigo de Emmit Stussy, irmão gémeo e bem-sucedido de Ray (também interpretado por Ewan McGregor). Porém o plano não funciona como o esperado, fazendo com que o casal se envolva em duas mortes. Um dos mortos, é o padrasto da chefe de polícia de Eden Valley, Glória Burgle (Carrie Coon). Enquanto isso, Emmit tenta recuperar o dinheiro que emprestou a uma empresa dois anos antes, mas a misteriosa empresa, liderada por V. M. Varga (David Thewlis), tem outros interesses.

### 4.ª Temporada (2020)
Em 1950, a organização criminosa Cannon Limited, liderada por Loy Cannon (Chris Rock), ameaça usurpar o território controlado pela Fadda Family, liderada por Josto Fadda (Jason Schwartzman), em Kansas City, Missouri. Numa tentativa para se manter a paz, os rivais comprometem-se a honrar uma antiga tradição de trocar os seus filhos mais novos entre as duas famílias e assim unir os seus interesses. Contudo, a aliança é ameaçada por Gaetano Fadda (Salvatore Esposito), irmão de Josto, e a enfermeira Oraetta Mayflower (Jessie Buckley), cujos objectivos são bastante diferentes. Entretanto, Ethelrida Pearl Smutny (E'myri Crutchfield) descobre que os seus pais têm uma divida para com a Cannon Limited, levando-a a envolver-se em várias actividades criminosas em Kansas City.

### 5.ª Temporada (2023)
Em 2019, a dona de casa Dorothy "Dot" Lyon (Juno Temple) é raptada por Ole Munch (Sam Spruell), mas consegue ser resgatada pelo patrulheiro Witt Farr (Lamorne Morris), embora negue o ocorrido ao seu esposo Wayne (David Rysdahl). Enquanto a polícia investiga o caso, Dorothy precisa lidar com a pressão de seu ex-marido, o influente xerife Roy Tillman (Jon Hamm), além da desconfiança de sua sogra, a empresária Lorraine (Jennifer Jason Leigh), que suspeita que o sequestro foi forjado para extorquir dinheiro da família.

## Elenco

### 1.ª Temporada
- Billy Bob Thornton - Lorne Malvo
- Allison Tolman - Molly Solverson
- Colin Hanks - Gus Grimly
- Martin Freeman  - Lester Nygaard
- Bob Odenkirk - Bill Oswalt
- Oliver Platt - Stavros Milos
- Keith Carradine - Lou Solverson
- Kate Walsh - Gina Hess
- Joshua Close - Chaz Nygaard
- Joey King - Greta Grimly
- Russell Harvard - Mr. Wrench
- Gary Valentine - Deputy Knudsen
- Adam Goldberg - Mr. Numbers
- Glenn Howerton - Don Chumph
- Tom Musgrave - Bo Munk
- Barry Flatman - Wally
- Rachel Blanchard - Kitty Nygaard
- Susan Park - Linda Park

### 2.ª Temporada
- Kirsten Dunst - Peggy Blomquist
- Patrick Wilson - Lou Solverson
- Jesse Plemons - Ed Blomquist
- Jean Smart - Floyd Gerhardt
- Ted Danson - Hank Larsson
- Nick Offerman - Karl Weathers
- Cristin Milioti - Betsy Solverson
- Bokeem Woodbine - Mike Milligan
- Rachel Keller - Simone Gerhadt
- Zahn McClarnon - Hanzee Dent
- Angus Sampson - Bear Gerhardt
- Jeffrey Donovan - Dodd Gerhardt
- Adam Arkin - Hamish Broker
- Brad Mann - Gale Kitchen
- Emily Haine - Noreen Vanderslice
- Keir O'Donnell - Ben Schmidt
- Anna Cummer - Denise
- Dan Beirne - Sonny Greer
- Todd Mann - Wayne Kitchen
- Jules Hobson - Gerhardt Mafia

### 3.ª Temporada
- Ewan McGregor - Emmit Stussy / Raymond "Ray" Stussy
- Carrie Coon - Gloria Burgle
- Mary Elizabeth Winstead - Nikki Swango
- Goran Bogdan - Yuri Gurka
- David Thewlis - V. M. Varga
- Michael Stuhlbarg - Sy Feltz
- Russell Harvard - Mr. Wrench
- Mary McDonnell - Ruby Goldfarb
- Linda Kash - Stella Stussy
- Caitlynne Medrek - Grace Stussy
- Scott Hylands - Ennis Stussy
- Shea Whigham - Chefe Moe Dammik
- Hamish Linklater - Larue Dollard
- Scoot McNairy - Maurice LeFay
- Andy Yu - Meemo
- Mark Forward - Donny Mashman
- Graham Verchere - Nathan Burgle
- Olivia Sandoval - Winnie Lopez
- Rob McElhenney - Oscar Hunt
- Fred Melamed - Howard Zimmerman
- Thomas Mann - Thaddeus Mobley
- Francesca Eastwood - Vivian Lord
- Frances Fisher - Vivian Lord
- Ray Wise - Paul Marrane
- DJ Qualls - Golem

### 4.ª Temporada
- Chris Rock - Loy Cannon
- Jessie Buckley - Oraetta Mayflower
- Jason Schwartzman - Josto Fadda
- Ben Whishaw - Patrick "Rabbi" Milligan
- Jack Huston - Odis Weff
- Salvatore Esposito - Gaetano Fadda
- E'myri Crutchfield - Ethelrida Pearl Smutny
- Andrew Bird - Thurman Smutny
- Anji White - Dibrell Smutny
- Jeremie Harris - Leon Bittle
- Matthew Elam - Lemuel Cannon
- Corey Hendrix - Omie Sparkman
- James Vincent Meredith - Opal Rackley
- Francesco Acquaroli - Ebal Violante
- Gaetano Bruno - Constant Calamita
- Stephen Spencer - Dr. David Harvard
- Karen Aldridge - Zelmare Roulette
- Glynn Turman - Doctor Senator
- Timothy Olyphant - Dick "Deafy" Wickware
- Kelsey Asbille - Swanee Capps
- Nicole Brooks - Buel Cannon
- Rodney L. Jones III - Michael "Satchel" Cannon
- Nadia Simms - Pessimindle Cannon
- Hannah Love Jones - Florine Cannon
- Tommaso Ragno - Donatello Fadda
- Torrey Hanson - Rice Crisco
- Will Clinger - Theodore "Mr. Snowman" Roach
- Cruz Gonzalez-Cadel - Naneeda Fadda
- Sean Fortunato - Antoon Dumini
- Evan Mulrooney - Joe Bulo
- Bokeem Woodbine - Mike Milligan
- Brad Mann - Gale Kitchen

### 5.ª Temporada
- Juno Temple - Dorothy "Dot" Lyon / Nadine Tillman
- David Rysdahl - Wayne Lyon
- Jennifer Jason Leigh - Lorraine Lyon
- Joe Keery - Gator Tillman
- Lamorne Morris - Whitley "Witt" Farr
- Richa Moorjani - Indira Olmstead
- Sam Spruell - Ole Munch
- Sienna King - Scotty Lyon
- Dave Foley - Danish Graves
- Jon Hamm - Roy Tillman

## Crítica
A primeira temporada de Fargo recebeu aclamação universal da crítica especializada: o Metacritic deu a série a pontuação de 85 de 100; o Rotten Tomatoes divulgou aprovação de 98%; Na IGN, o revisor Roth Cornet deu à primeira temporada  9.7 de 10, elogiando o elenco e o roteiro; a AV Clube nomeou-o a sexta melhor série de TV de 2014.

## Público
A segunda temporada registrou a média de 1.22 milhão de telespectadores, com 0.34% entre o público alvo ao vivo. Números abaixo daqueles conquistados pela primeira temporada que, ao longo da exibição dos seis primeiros episódios registou a média de 1.8 milhão de telespectadores, com 0.6% entre o público alvo ao vivo.

## Lista de Episódios

### 1.ª Temporada
| Episódio | Título                        | Realização      | Argumento   |
| -------- | ----------------------------- | --------------- | ----------- |
| 01       | The Crocodile's Dilemma       | Adam Bernstein  | Noah Hawley |
| 02       | The Rooster Prince            | Adam Bernstein  | Noah Hawley |
| 03       | A Muddy Road                  | Randall Einhorn | Noah Hawley |
| 04       | Eating the Blame              | Randall Einhorn | Noah Hawley |
| 05       | The Six Ungraspables          | Colin Bucksey   | Noah Hawley |
| 06       | Buridan's Ass                 | Colin Bucksey   | Noah Hawley |
| 07       | Who Shaves the Barber         | Scott Winant    | Noah Hawley |
| 08       | The Heap                      | Scott Winant    | Noah Hawley |
| 09       | A Fox, A Rabbit and A Cabbage | Matt Shakman    | Noah Hawley |
| 10       | Morton's Folk (Season Finale) | Matt Shakman    | Noah Hawley |

### 2.ª Temporada
| Episódio | Título                     | Realização                          | Argumento                              |
| -------- | -------------------------- | ----------------------------------- | -------------------------------------- |
| 01       | Waiting for Dutch          | Michael Uppendahl e Randall Einhorn | Noah Hawley                            |
| 02       | Before The Law             | Noah Hawley                         | Noah Hawley                            |
| 03       | The Myth of Sisyphus       | Michael Uppendahl                   | Bob DeLaurentis                        |
| 04       | Fear and Trembling         | Michael Uppendahl                   | Steve Blackman                         |
| 05       | The Gift of the Magi       | Jeffrey Reiner                      | Matt Wolpert e Ben Nedivi              |
| 06       | Rhinoceros                 | Jeffrey Reiner                      | Noah Hawley                            |
| 07       | Did You Do This? You Did   | Keith Gordon                        | Noah Hawley, Matt Wolpert e Ben Nedivi |
| 08       | Loplop                     | Keith Gordon                        | Bob DeLaurentis                        |
| 09       | The Castle                 | Adam Arkin                          | Noah Hawley e Steve Blackman           |
| 10       | Palindrome (Season Finale) | Adam Arkin                          | Noah Hawley                            |

### 3.ª Temporada
| Episódio | Título                             | Realização        | Argumento                              |
| -------- | ---------------------------------- | ----------------- | -------------------------------------- |
| 01       | The Law of Vacant Places           | Noah Hawley       | Noah Hawley                            |
| 02       | The Principle of Restricted Choice | Michael Uppendahl | Noah Hawley                            |
| 03       | The Law of Non-Contradiction       | John Cameron      | Matt Wolpert e Ben Nedivi              |
| 04       | The Narrow Escape Problem          | Michael Uppendahl | Monica Beletsky                        |
| 05       | The House of Special Purpose       | Dearbhla Walsh    | Bob DeLaurentis                        |
| 06       | The Lord of No Mercy               | Dearbhla Walsh    | Noah Hawley                            |
| 07       | The Law of Inevitability           | Mike Barker       | Noah Hawley, Matt Wolpert e Ben Nedivi |
| 08       | Who Rules the Land of Denial?      | Mike Barker       | Noah Hawley e Monica Beletsky          |
| 09       | Aporia                             | Keith Gordon      | Noah Hawley e Bob DeLaurentis          |
| 10       | Somebody to Love                   | Keith Gordon      | Noah Hawley                            |

### 4.ª Temporada
| Episódio | Título                           | Realização        | Argumento                                                 |
| -------- | -------------------------------- | ----------------- | --------------------------------------------------------- |
| 01       | Welcome to the Alternate Economy | Noah Hawley       | Noah Hawley                                               |
| 02       | The Land of Taking and Killing   | Noah Hawley       | Noah Hawley                                               |
| 03       | Raddoppiarlo                     | Dearbhla Walsh    | Noah Hawley                                               |
| 04       | The Pretend War                  | Dearbhla Walsh    | Noah Hawley e Stefani Robinson                            |
| 05       | The Birthplace of Civilization   | Dana Gonzales     | Noah Hawley e Francesca Sloane                            |
| 06       | Camp Elegance                    | Dana Gonzales     | Noah Hawley, Enzo Mileti, Scott Wilson e Francesca Sloane |
| 07       | Lay Away                         | Dana Gonzales     | Noah Hawley, Enzo Mileti e Scott Wilson                   |
| 08       | The Nadir                        | Sylvain White     | Noah Hawley, Enzo Mileti e Scott Wilson                   |
| 09       | East/West                        | Michael Uppendahl | Noah Hawley e Lee Edward Colston II                       |
| 10       | Happy                            | Sylvain White     | Noah Hawley                                               |
| 11       | Storia Americana                 | Dana Gonzales     | Noah Hawley                                               |

### 5.ª Temporada
| Episódio | Título                                   | Realização     | Argumento                    |
| -------- | ---------------------------------------- | -------------- | ---------------------------- |
| 01       | The Tragedy of the Commons               | Noah Hawley    | Noah Hawley                  |
| 02       | Trials and Tribulations                  | Noah Hawley    | Noah Hawley                  |
| 03       | The Paradox of Intermediate Transactions | Donald Murphy  | Noah Hawley                  |
| 04       | Insolubilia                              | Donald Murphy  | Noah Hawley                  |
| 05       | The Tiger                                | Dana Gonzales  | Noah Hawley                  |
| 06       | The Tender Trap                          | Dana Gonzales  | Noah Hawley, Bob DeLaurentis |
| 07       | Linda                                    | Sylvain White  | Noah Hawley, April Shih      |
| 08       | Blanket                                  | Sylvain White  | Noah Hawley, Thomas Bezucha  |
| 09       | The Useless Hand                         | Thomas Bezucha | Noah Hawley                  |
| 10       | Bisquik                                  | Thomas Bezucha | Noah Hawley                  |

## Prémios e Indicações
|               | Ano  | Prêmio                                    | Categoria                                                                                  | Resultado |
| ------------- | ---- | ----------------------------------------- | ------------------------------------------------------------------------------------------ | --------- |
| 1.ª Temporada | 2014 | American Film Institute Awards            | Melhor Série para TV do Ano                                                                | Venceu    |
| 1.ª Temporada | 2014 | Critics' Choice Television Award          | Melhor Minissérie ou Filme para TV                                                         | Venceu    |
| 1.ª Temporada | 2014 | Critics' Choice Television Award          | Melhor Ator numa Minissérie ou Filme para TV - Martin Freeman                              | Nomeado   |
| 1.ª Temporada | 2014 | Critics' Choice Television Award          | Melhor Ator numa Minissérie ou Filme para TV - Billy Bob Thornton                          | Venceu    |
| 1.ª Temporada | 2014 | Critics' Choice Television Award          | Melhor Atriz Secundária numa Minissérie ou Filme para TV - Allison Tolman                  | Venceu    |
| 1.ª Temporada | 2014 | Critics' Choice Television Award          | Melhor Ator Secundário numa Minissérie ou FIlme para TVI - Colin Hanks                     | Nomeado   |
| 1.ª Temporada | 2014 | Gold Derby TV Awards                      | Melhor Série ou Filme para TV                                                              | Venceu    |
| 1.ª Temporada | 2014 | Gold Derby TV Awards                      | Melhor Ator numa Minissérie ou Filme para TV - Martin Freeman                              | Nomeado   |
| 1.ª Temporada | 2014 | Gold Derby TV Awards                      | Melhor Ator numa Minissérie ou Filme para TV - Billy Bob Thornton                          | Nomeado   |
| 1.ª Temporada | 2014 | Gold Derby TV Awards                      | Melhor Atriz Secundária numa Minissérie ou Filme para TV - Allison Tolman                  | Venceu    |
| 1.ª Temporada | 2014 | Gold Derby TV Awards                      | Melhor Ator Secundário numa Minissérie ou Filme para TV - Colin Hanks                      | Nomeado   |
| 1.ª Temporada | 2014 | Gold Derby TV Awards                      | Melhor Ator Secundário numa Minissérie ou Filme para TV - Bob Odenkirk                     | Nomeado   |
| 1.ª Temporada | 2014 | Joey Awards                               | Melhor Ator Juvenil numa Série de Drama - Spencer Drever                                   | Venceu    |
| 1.ª Temporada | 2014 | Online Film & TV Association Awards       | Melhor Minissérie                                                                          | Venceu    |
| 1.ª Temporada | 2014 | Online Film & TV Association Awards       | Melhor Ator numa Minissérie ou Filme - Martin Freeman                                      | Nomeado   |
| 1.ª Temporada | 2014 | Online Film & TV Association Awards       | Melhor Ator numa Minissérie ou Filme - Billy Bob Thornton                                  | Nomeado   |
| 1.ª Temporada | 2014 | Online Film & TV Association Awards       | Melhor Atriz Secundária numa Minissérie ou Filme para TV - Allison Tolman                  | Nomeado   |
| 1.ª Temporada | 2014 | Online Film & TV Association Awards       | Melhor Ator Secundário numa Minissérie ou Filme para TV - Colin Hanks                      | Nomeado   |
| 1.ª Temporada | 2014 | Online Film & TV Association Awards       | Melhor Montagem numa Minissérie ou Filme                                                   | Nomeado   |
| 1.ª Temporada | 2014 | Online Film & TV Association Awards       | Melhor Realização numa Minissérie ou Filme                                                 | Nomeado   |
| 1.ª Temporada | 2014 | Online Film & TV Association Awards       | Melhor Argumento numa Minissérie ou Filme                                                  | Nomeado   |
| 1.ª Temporada | 2014 | Online Film & TV Association Awards       | Melhor Cinematografia numa Minissérie ou Filme                                             | Nomeado   |
| 1.ª Temporada | 2014 | Online Film & TV Association Awards       | Melhor Production Design numa Minissérie ou Filme                                          | Venceu    |
| 1.ª Temporada | 2014 | Online Film & TV Association Awards       | Melhor Banda Sonora numa Minissérie ou Filme                                               | Nomeado   |
| 1.ª Temporada | 2014 | Online Film & TV Association Awards       | Melhor Som numa Minissérie ou Filme                                                        | Nomeado   |
| 1.ª Temporada | 2014 | Online Film & TV Association Awards       | Melhores Efeitos Especiais numa Minissérie ou Filme                                        | Nomeado   |
| 1.ª Temporada | 2014 | Emmy Awards                               | Melhor Minissérie                                                                          | Venceu    |
| 1.ª Temporada | 2014 | Emmy Awards                               | Melhor Realizador numa Minissérie, Filme ou Especial de Drama - Colin Bucksey              | Venceu    |
| 1.ª Temporada | 2014 | Emmy Awards                               | Melhor Ator numa Minissérie ou Filme - Martin Freeman                                      | Nomeado   |
| 1.ª Temporada | 2014 | Emmy Awards                               | Melhor Ator numa Minissérie ou Filme - Billy Bob Thornton                                  | Nomeado   |
| 1.ª Temporada | 2014 | Emmy Awards                               | Melhor Atriz Secundária numa Minissérie ou Filme - Allison Tolman                          | Nomeado   |
| 1.ª Temporada | 2014 | Emmy Awards                               | Melhor Ator Secundário numa Minissérie ou Filme - Colin Hanks                              | Nomeado   |
| 1.ª Temporada | 2014 | Emmy Awards                               | Melhor Argumento numa Minissérie ou Filme - Noah Hawley                                    | Nomeado   |
| 1.ª Temporada | 2014 | Creative Arts Emmy Award                  | Melhor Casting numa Minissérie ou Filme                                                    | Venceu    |
| 1.ª Temporada | 2014 | Creative Arts Emmy Award                  | Melhor Cinematografia numa Minissérie ou Filme                                             | Nomeado   |
| 1.ª Temporada | 2014 | Creative Arts Emmy Award                  | Melhor Single-Camera Picture Editing numa Minissérie ou Filme                              | Nomeado   |
| 1.ª Temporada | 2014 | Creative Arts Emmy Award                  | Melhor Composição Musical numa Minissérie ou Filme                                         | Nomeado   |
| 1.ª Temporada | 2014 | Creative Arts Emmy Award                  | Melhor Edição de Som numa Minissérie ou Filme                                              | Nomeado   |
| 1.ª Temporada | 2014 | Creative Arts Emmy Award                  | Melhor Mistura de Som numa Minissérie ou Filme                                             | Nomeado   |
| 1.ª Temporada | 2014 | Creative Arts Emmy Award                  | Melhor Maquilhagem numa Minissérie ou Filme                                                | Nomeado   |
| 1.ª Temporada | 2015 | Globo de Ouro                             | Melhor Minissérie ou Filme de Televisão                                                    | Venceu    |
| 1.ª Temporada | 2015 | Globo de Ouro                             | Melhor Ator numa Minissérie ou Filme de Televisão - Martin Freeman                         | Nomeado   |
| 1.ª Temporada | 2015 | Globo de Ouro                             | Melhor Ator numa Minissérie ou Filme de Televisão - Billy Bob Thornton                     | Venceu    |
| 1.ª Temporada | 2015 | Globo de Ouro                             | Melhor Atriz numa Minissérie ou Filme de Televisão - Allison Tolman                        | Nomeado   |
| 1.ª Temporada | 2015 | Globo de Ouro                             | Melhor Ator Secundário numa Série, Minissérie ou Filme de Televisão - Colin Hanks          | Nomeado   |
| 1.ª Temporada | 2015 | Peabody Awards                            | Prémio Peabody                                                                             | Venceu    |
| 1.ª Temporada | 2015 | Royal Television Society Programme Awards | Melhor Série de Televisão Internacional                                                    | Venceu    |
| 1.ª Temporada | 2015 | Screen Actors Guild Awards                | Melhor Performance de um Ator numa Minissérie ou Filme para Televisão - Billy Bob Thornton | Nomeado   |
| 1.ª Temporada | 2015 | Satellite Awards                          | Melhor Série de Televisão de Drama                                                         | Nomeado   |
| 1.ª Temporada | 2015 | Satellite Awards                          | Melhor Ator numa Série de Drama - Martin Freeman                                           | Nomeado   |
| 1.ª Temporada | 2015 | Satellite Awards                          | Melhor Ator numa Série de Drama - Billy Bob Thornton                                       | Nomeado   |
| 1.ª Temporada | 2015 | Satellite Awards                          | Melhor Atriz Secundária numa Série de Drama - Allison Tolman                               | Nomeado   |
| 2.ª Temporada | 2015 | American Film Institute Awards            | Melhor Série para TV do Ano                                                                | Venceu    |
| 2.ª Temporada | 2016 | Critics' Choice Television Award          | Melhor Minissérie ou Filme para TV                                                         | Venceu    |
| 2.ª Temporada | 2016 | Critics' Choice Television Award          | Melhor Ator numa Minissérie ou Filme para TV - Patrick Wilson                              | Nomeado   |
| 2.ª Temporada | 2016 | Critics' Choice Television Award          | Melhor Atriz numa Minissérie ou Filme para TV - Kirsten Dunst                              | Venceu    |
| 2.ª Temporada | 2016 | Critics' Choice Television Award          | Melhor Ator Secundário numa Minissérie ou Filme para TV - Nick Offerman                    | Nomeado   |
| 2.ª Temporada | 2016 | Critics' Choice Television Award          | Melhor Ator Secundário numa Minissérie ou Filme para TV - Jesse Plemons                    | Venceu    |
| 2.ª Temporada | 2016 | Critics' Choice Television Award          | Melhor Ator Secundário numa Minissérie ou Filme para TV - Bokeem Woodbine                  | Nomeado   |
| 2.ª Temporada | 2016 | Critics' Choice Television Award          | Melhor Atriz Secundária numa Minissérie ou Filme para TV - Cristin Milioti                 | Nomeado   |
| 2.ª Temporada | 2016 | Critics' Choice Television Award          | Melhor Atriz Secundária numa MInissérie ou Filme para TV - Jean Smart                      | Venceu    |
| 2.ª Temporada | 2016 | Gold Derby TV Awards                      | Melhor Série ou Filme para TV                                                              | Venceu    |
| 2.ª Temporada | 2016 | Gold Derby TV Awards                      | Melhor Ator numa Minissérie ou Filme para TV - Patrick Wilson                              | Nomeado   |
| 2.ª Temporada | 2016 | Gold Derby TV Awards                      | Melhor Atriz numa Minissérie ou Filme para TV - Kirsten Dunst                              | Nomeado   |
| 2.ª Temporada | 2016 | Gold Derby TV Awards                      | Melhor Ator Secundário numa Minissérie ou Filme para TV - Jesse Plemons                    | Nomeado   |
| 2.ª Temporada | 2016 | Gold Derby TV Awards                      | Melhor Ator Secundário numa Minissérie ou Filme para TV - Bokeem Woodbine                  | Nomeado   |
| 2.ª Temporada | 2016 | Gold Derby TV Awards                      | Melhor Atriz Secundária numa Minissérie ou Filme para TV - Cristin Millioti                | Nomeado   |
| 2.ª Temporada | 2016 | Gold Derby TV Awards                      | Melhor Atriz Secundária numa Minissérie ou Filme para TV - Jean Smart                      | Venceu    |
| 2.ª Temporada | 2016 | Online Film & TV Association Awards       | Melhor Minissérie                                                                          | Nomeado   |
| 2.ª Temporada | 2016 | Online Film & TV Association Awards       | Melhor Atriz numa Minissérie ou Filme para TV - Kirsten Dunst                              | Nomeado   |
| 2.ª Temporada | 2016 | Online Film & TV Association Awards       | Melhor Ator Secundário numa Minissérie ou Filme para TV - Jesse Plemons                    | Nomeado   |
| 2.ª Temporada | 2016 | Online Film & TV Association Awards       | Melhor Atriz Secundária numa Minissérie ou Filme para TV - Jean Smart                      | Venceu    |
| 2.ª Temporada | 2016 | Online Film & TV Association Awards       | Melhor Montagem numa Minissérie ou Filme para TV                                           | Nomeado   |
| 2.ª Temporada | 2016 | Online Film & TV Association Awards       | Melhor Realização numa Minissérie ou Filme para TV                                         | Nomeado   |
| 2.ª Temporada | 2016 | Online Film & TV Association Awards       | Melhor Argumento numa Minissérie ou Filme para TV                                          | Nomeado   |
| 2.ª Temporada | 2016 | Online Film & TV Association Awards       | Melhor Cinematografia numa Minissérie ou Filme para TV                                     | Venceu    |
| 2.ª Temporada | 2016 | Online Film & TV Association Awards       | Melhor Production Design numa Minissérie ou Filme para TV                                  | Nomeado   |
| 2.ª Temporada | 2016 | Online Film & TV Association Awards       | Melhor Banda Sonora numa Minissérie ou Filme para TV                                       | Venceu    |
| 2.ª Temporada | 2016 | Online Film & TV Association Awards       | Melhor Som numa Minissérie ou Filme para TV                                                | Nomeado   |
| 2.ª Temporada | 2016 | Online Film & TV Association Awards       | Melhor Guarda-Roupa numa Minissérie ou Filme para TV                                       | Nomeado   |
| 2.ª Temporada | 2016 | Online Film & TV Association Awards       | Melhor Maquilhagem e Hairstyling numa Minissérie ou Filme para TV                          | Nomeado   |
| 2.ª Temporada | 2016 | Online Film & TV Association Awards       | Melhores Efeitos Especiais numa Minissérie ou Filme para TV                                | Nomeado   |
| 2.ª Temporada | 2016 | Emmy Awards                               | Melhor Minissérie                                                                          | Nomeado   |
| 2.ª Temporada | 2016 | Emmy Awards                               | Melhor Atriz numa Minissérie ou Filme - Kirsten Dunst                                      | Nomeado   |
| 2.ª Temporada | 2016 | Emmy Awards                               | Melhor Atriz Secundária numa Minissérie ou Filme - Jean Smart                              | Nomeado   |
| 2.ª Temporada | 2016 | Emmy Awards                               | Melhor Realização numa Minissérie ou Filme - Noah Hawley                                   | Nomeado   |
| 2.ª Temporada | 2016 | Emmy Awards                               | Melhor Cinematografia numa Minissérie ou Filme - Dana Gonzales                             | Venceu    |
| 2.ª Temporada | 2016 | Emmy Awards                               | Melhor Argumento numa Minissérie ou Filme - Bob DeLaurentis: "Loplop"                      | Nomeado   |
| 2.ª Temporada | 2016 | Emmy Awards                               | Melhor Argumento numa Minissérie ou Filme - Noah Hawley: "Palindrome"                      | Nomeado   |
| 2.ª Temporada | 2016 | Emmy Awards                               | Melhor Casting numa Minissérie ou Filme                                                    | Nomeado   |
| 2.ª Temporada | 2016 | Emmy Awards                               | Melhor Hairstyling numa Minissérie ou Filme                                                | Nomeado   |
| 2.ª Temporada | 2016 | Emmy Awards                               | Melhor Maquilhagem numa Minissérie ou Filme                                                | Nomeado   |
| 2.ª Temporada | 2016 | Creative Arts Emmy Awards                 | Melhor Casting numa Minissérie ou Filme                                                    | Nomeado   |
| 2.ª Temporada | 2016 | Creative Arts Emmy Awards                 | Melhor Cinematografia numa Minissérie ou Filme - Dana Gonzales                             | Venceu    |
| 2.ª Temporada | 2016 | Creative Arts Emmy Awards                 | Melhor Single-Camera Picture Editing numa Minissérie ou Filme                              | Nomeado   |
| 2.ª Temporada | 2016 | Creative Arts Emmy Awards                 | Melhor Production Design numa Minissérie ou Filme                                          | Nomeado   |
| 2.ª Temporada | 2016 | Creative Arts Emmy Awards                 | Melhor Composição Musical numa Minissérie ou Filme                                         | Nomeado   |
| 2.ª Temporada | 2016 | Creative Arts Emmy Awards                 | Melhor Edição de Som numa Minissérie ou Filme                                              | Venceu    |
| 2.ª Temporada | 2016 | Creative Arts Emmy Awards                 | Melhor Mistura de Som numa Minissérie ou Filme                                             | Nomeado   |
| 2.ª Temporada | 2016 | Creative Arts Emmy Awards                 | Melhor Hairstyling numa Minissérie ou Filme                                                | Nomeado   |
| 2.ª Temporada | 2016 | Creative Arts Emmy Awards                 | Melhor Maquilhagem numa Minissérrie ou Filme                                               | Nomeado   |
| 2.ª Temporada | 2016 | Globo de Ouro                             | Melhor Minissérie ou Filme de Televisão                                                    | Nomeado   |
| 2.ª Temporada | 2016 | Globo de Ouro                             | Melhor Ator numa Minissérie ou Filme para TV - Patrick Wilson                              | Nomeado   |
| 2.ª Temporada | 2016 | Globo de Ouro                             | Melhor Atriz numa Minissérie ou Filme para TV - Kirsten Dunst                              | Nomeado   |
| 2.ª Temporada | 2016 | Satellite Awards                          | Melhor Série de Televisão de Drama                                                         | Nomeado   |
| 2.ª Temporada | 2016 | Satellite Awards                          | Melhor Atriz numa Série de Drama - Kirsten Dunst                                           | Nomeado   |
| 2.ª Temporada | 2016 | Saturn Awards                             | Melhor Série de Televisão de Acção/Thriller                                                | Nomeado   |
| 2.ª Temporada | 2016 | Saturn Awards                             | Melhor Ator numa Série de TV - Patrick Wilson                                              | Nomeado   |
| 3.ª Temporada | 2017 | Critics' Choice Television Award          | Melhor Minissérie ou Filme para TV                                                         | Nomeado   |
| 3.ª Temporada | 2017 | Critics' Choice Television Award          | Melhor Ator numa Minissérie ou Filme para TV - Ewan McGregor                               | Venceu    |
| 3.ª Temporada | 2017 | Critics' Choice Television Award          | Melhor Atriz numa Minissérie ou Filme para TV - Carrie Coon                                | Nomeado   |
| 3.ª Temporada | 2017 | Critics' Choice Television Award          | Melhor Ator Secundário numa Minissérie ou Filme para TV - David Thewlis                    | Nomeado   |
| 3.ª Temporada | 2017 | Critics' Choice Television Award          | Melhor Atriz Secundária numa Minissérie ou Filme para TV - Mary Elizabeth Winstead         | Nomeado   |
| 3.ª Temporada | 2017 | Gold Derby TV Awards                      | Melhor Série ou Filme para TV                                                              | Nomeado   |
| 3.ª Temporada | 2017 | Gold Derby TV Awards                      | Melhor Ator numa Minissérie ou Filme - Ewan McGregor                                       | Nomeado   |
| 3.ª Temporada | 2017 | Gold Derby TV Awards                      | Melhor Atriz numa Minissérie ou Filme - Carrie Coon                                        | Venceu    |
| 3.ª Temporada | 2017 | Gold Derby TV Awards                      | Melhor Ator Secundário numa Minissérie ou Filme - Michael Stuhlbarg                        | Nomeado   |
| 3.ª Temporada | 2017 | Gold Derby TV Awards                      | Melhor Ator Secundário numa Minissérie ou Filme - David Thewlis                            | Nomeado   |
| 3.ª Temporada | 2017 | Gold Derby TV Awards                      | Melhor Atriz Secundária numa Minissérie ou Filme - Mary Elizabeth Winstead                 | Nomeado   |
| 3.ª Temporada | 2017 | Online Film & TV Association Awards       | Melhor Minissérie                                                                          | Nomeado   |
| 3.ª Temporada | 2017 | Online Film & TV Association Awards       | Melhor Ator numa Minissérie ou Filme para TV - Ewan McGregor                               | Nomeado   |
| 3.ª Temporada | 2017 | Online Film & TV Association Awards       | Melhor Atriz numa Minissérie ou Filme para TV - Carrie Coon                                | Nomeado   |
| 3.ª Temporada | 2017 | Online Film & TV Association Awards       | Melhor Ator Secundário numa Minissérie ou Filme para TV - Michael Stuhlbarg                | Venceu    |
| 3.ª Temporada | 2017 | Online Film & TV Association Awards       | Melhor Ator Secundário numa Minissérie ou Filme para TV - David Thewlis                    | Nomeado   |
| 3.ª Temporada | 2017 | Online Film & TV Association Awards       | Melhor Atriz Secundária numa Minissérie ou Filme para TV - Mary Elizabeth Winstead         | Nomeado   |
| 3.ª Temporada | 2017 | Online Film & TV Association Awards       | Melhor Montagem numa Minissérie ou Filme para TV                                           | Nomeado   |
| 3.ª Temporada | 2017 | Online Film & TV Association Awards       | Melhor Realização numa Minissérie ou Filme para TV                                         | Nomeado   |
| 3.ª Temporada | 2017 | Online Film & TV Association Awards       | Melhor Argumento numa Minissérie ou Filme para TV                                          | Venceu    |
| 3.ª Temporada | 2017 | Online Film & TV Association Awards       | Melhor Cinematografia numa Minissérie ou Filme para TV                                     | Venceu    |
| 3.ª Temporada | 2017 | Online Film & TV Association Awards       | Melhor Production Design numa Minissérie ou Filme para TV                                  | Venceu    |
| 3.ª Temporada | 2017 | Online Film & TV Association Awards       | Melhor Banda Sonora numa Minissérie ou Filme para TV                                       | Venceu    |
| 3.ª Temporada | 2017 | Online Film & TV Association Awards       | Melhor Som numa Minissérie ou Filme para TV                                                | Venceu    |
| 3.ª Temporada | 2017 | Online Film & TV Association Awards       | Melhor Maquilhagem/Hairstyling numa Minissérie ou Filme para TV                            | Nomeado   |
| 3.ª Temporada | 2017 | Online Film & TV Association Awards       | Melhores Efeitos Especiais numa Minissérie ou Filme para TV                                | Nomeado   |
| 3.ª Temporada | 2017 | Emmy Awards                               | Melhor Minissérie                                                                          | Nomeado   |
| 3.ª Temporada | 2017 | Emmy Awards                               | Melhor Ator numa Minissérie ou Filme para TV - Ewan McGregor                               | Nomeado   |
| 3.ª Temporada | 2017 | Emmy Awards                               | Melhor Atriz numa Minissérie ou Filme para TV - Carrie Coon                                | Nomeado   |
| 3.ª Temporada | 2017 | Emmy Awards                               | Melhor Ator Secundário numa Minissérie ou Filme para TV - David Thewlis                    | Nomeado   |
| 3.ª Temporada | 2017 | Emmy Awards                               | Melhor Realização numa Minissérie ou Filme para TV - Noah Hawley                           | Nomeado   |
| 3.ª Temporada | 2017 | Emmy Awards                               | Melhor Argumento numa Minissérie ou Filme para TV - Noah Hawley                            | Nomeado   |
| 3.ª Temporada | 2017 | Creative Arts Emmy Awards                 | Melhor Casting numa Minissérie ou Filme                                                    | Nomeado   |
| 3.ª Temporada | 2017 | Creative Arts Emmy Awards                 | Melhor Cinematografia numa Minissérie ou Filme                                             | Nomeado   |
| 3.ª Temporada | 2017 | Creative Arts Emmy Awards                 | Melhor Single-Camera Picture Editing numa Minissérie ou Filme                              | Nomeado   |
| 3.ª Temporada | 2017 | Creative Arts Emmy Awards                 | Melhor Composição Musical numa Minissérie ou Filme                                         | Venceu    |
| 3.ª Temporada | 2017 | Creative Arts Emmy Awards                 | Melhor Edição de Som numa Minissérie ou Filme                                              | Nomeado   |
| 3.ª Temporada | 2017 | Creative Arts Emmy Awards                 | Melhor Mistura de Som numa Minissérie ou Filme                                             | Nomeado   |
| 3.ª Temporada | 2017 | Creative Arts Emmy Awards                 | Melhor Hairstyling numa Minissérie ou Filme                                                | Nomeado   |
| 3.ª Temporada | 2017 | Creative Arts Emmy Awards                 | Melhor Maquilhagem numa Minissérie ou Filme                                                | Nomeado   |
| 3.ª Temporada | 2018 | Globo de Ouro                             | Melhor Minissérie ou Filme de Televisão                                                    | Nomeado   |
| 3.ª Temporada | 2018 | Globo de Ouro                             | Melhor Ator numa Minissérie ou Filme de TV - Ewan McGregor                                 | Venceu    |
| 3.ª Temporada | 2018 | Globo de Ouro                             | Melhor Ator Secundário numa Minissérie ou Filme de TV - David Thewlis                      | Nomeado   |
| 3.ª Temporada | 2018 | Satellite Awards                          | Melhor Ator numa Série de Drama - Ewan McGregor                                            | Venceu    |
| 3.ª Temporada | 2018 | Saturn Awards                             | Melhor Série de Televisão de Acção/Thriller                                                | Nomeado   |
| 3.ª Temporada | 2018 | Saturn Awards                             | Melhor Atriz numa Série de TV - Mary Elizabeth Winstead                                    | Nomeado   |